# Рокач
Рокач — река на Украине, протекающая в пределах Бородянского и Киево-Святошинского районов Киевской области. Является левым притоком Ирпеня (бассейн Днепра). В местной топонимике известна также как ручей Рокач. Длина реки Рокач 17 км, площадь бассейна 160 км².
Уклон реки — 0,3 м/км.
Название происходит от слова «рокотать» — в прошлом это была довольно глубокая река, даже была судоходной — по ней плавали большие лодки. Однако, есть и другой вариант названия — Ракач, что должно было означать большое количестве раков, водившихся некогда в реке.
Берёт своё начало в лесу, одним километром южнее села Микуличи и в 1,5 км к югу от села Мироцкое. Далее протекает вблизи села Мироцкое, где будучи запруженой плотиной и превращается в ставок, после которого течет между городом Буча и поселком Гостомель, далее течёт по территории Гостомеля. Приблизительно в одном километре от Гостомеля впадает в реку Ирпень.
От плотины в Мироцком и в Гостомель русло реки разбивается на ряд мелиоративных каналов. В прошлом, в пойме реки велась добыча торфа.
Приток: Топорец (правый).